# San Cipriano
För andra betydelser, se San Cipriano (olika betydelser).
San Cipriano är en ort i Mexiko.   Den ligger i kommunen Villa de Ramos och delstaten San Luis Potosí, i den centrala delen av landet, 500 km nordväst om huvudstaden Mexico City. San Cipriano ligger 2 220 meter över havet och antalet invånare är 428.
Terrängen runt San Cipriano är en högslätt. Runt San Cipriano är det glesbefolkat, med 15 invånare per kvadratkilometer. Närmaste större samhälle är Los Zacatones, 16,2 km väster om San Cipriano. Omgivningarna runt San Cipriano är i huvudsak ett öppet busklandskap.